# Malancourt (Meuse)
Pour les articles homonymes, voir Malancourt.
Malancourt est une commune française située dans le département de la Meuse, en région Grand Est.

### Localisation

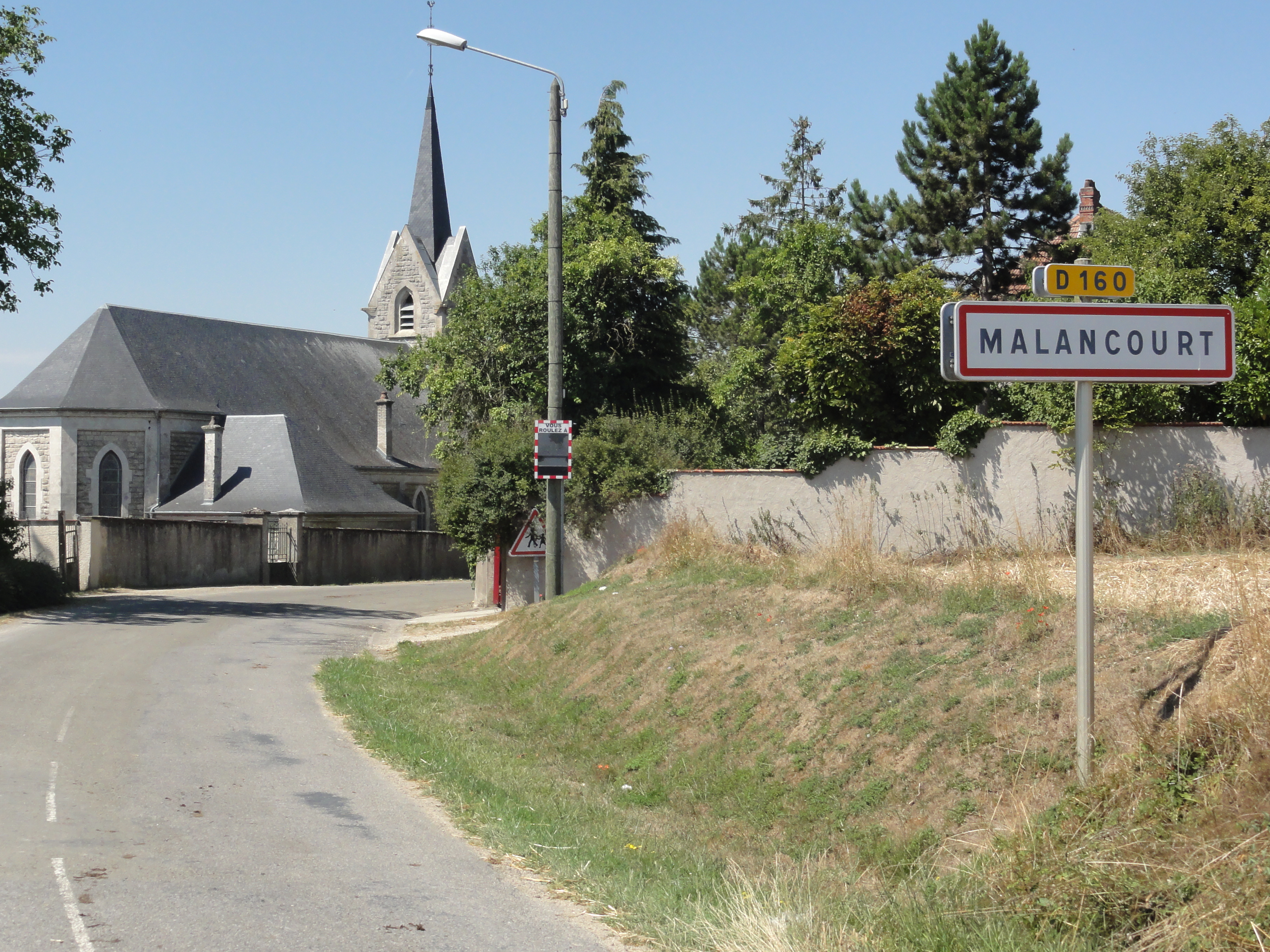
Entrée de Malancourt.

## Géographie

### Hydrographie
La commune est traversée par la ligne de partage des eaux entre les bassins versants de la Meuse et de la Seine au sein respectivement du bassin Rhin-Meuse et du bassin Seine-Normandie. Elle est drainée par le ruisseau de Forges et le ruisseau de Maucourant,.
Le ruisseau de Forges, d'une longueur de 12 km, prend sa source dans la commune  et se jette  dans la Meuse à Forges-sur-Meuse, après avoir traversé trois communes. 

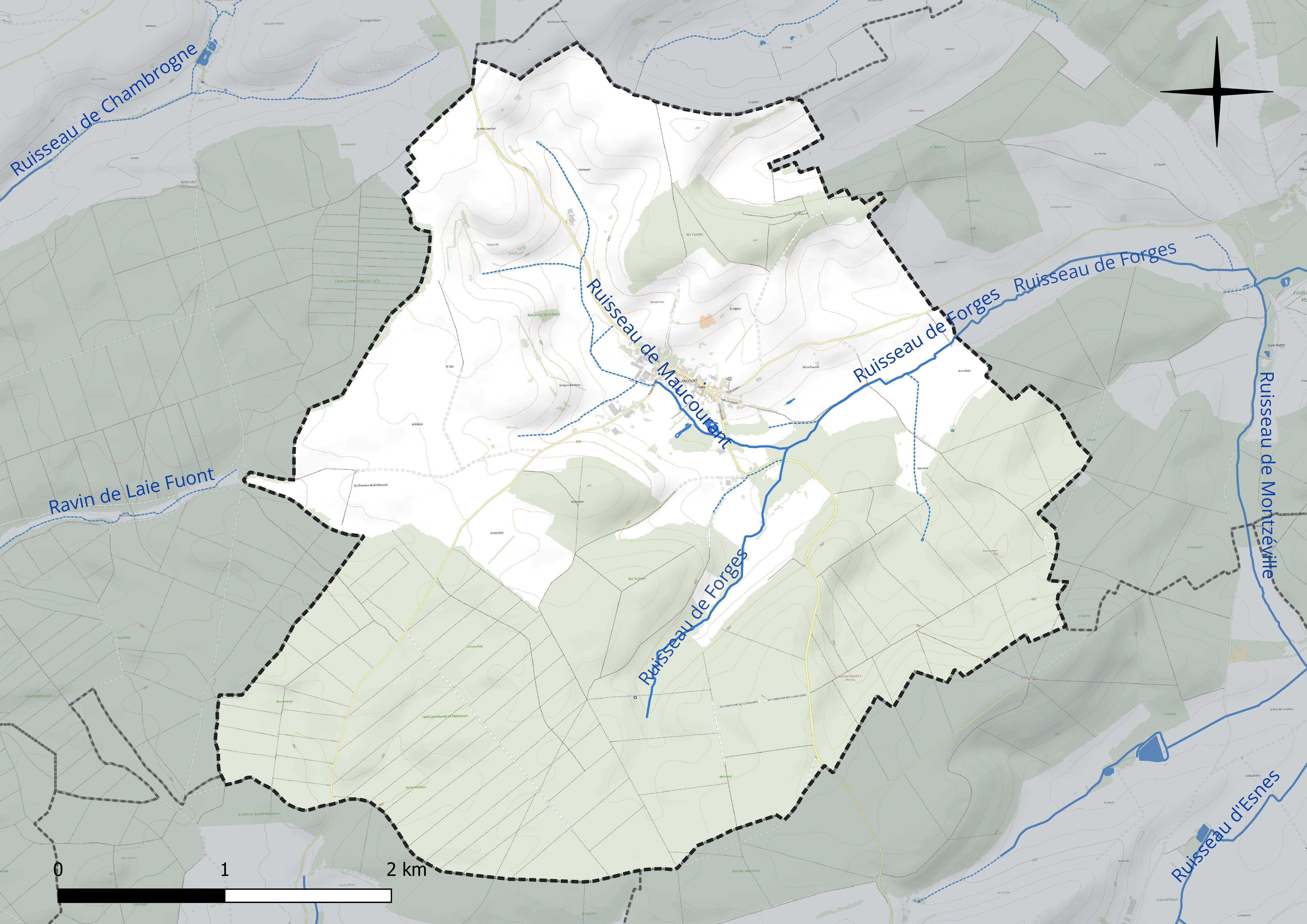
Réseau hydrographique de Malancourt.

### Climat
Pour des articles plus généraux, voir Climat du Grand Est et Climat de la Meuse.
En 2010, le climat de la commune est de type climat de montagne, selon une étude du Centre national de la recherche scientifique s'appuyant sur une série de données couvrant la période 1971-2000. En 2020, Météo-France publie une typologie des climats de la France métropolitaine dans laquelle la commune est exposée à un climat océanique altéré et est dans la région climatique  Lorraine, plateau de Langres, Morvan, caractérisée par un hiver rude (1,5 °C), des vents modérés et des brouillards fréquents en automne et hiver. 
Pour la période 1971-2000, la température annuelle moyenne est de 9,6 °C, avec une amplitude thermique annuelle de 15,8 °C. Le cumul annuel moyen de précipitations est de 981 mm, avec 13,9 jours de précipitations en janvier et 9,7 jours en juillet. Pour la période 1991-2020, la température moyenne annuelle observée sur la station météorologique de Météo-France la plus proche, « Septsarges », sur la commune de Septsarges à 4 km à vol d'oiseau, est de 10,3 °C et le cumul annuel moyen de précipitations est de 942,8 mm. 
La température maximale relevée sur cette station est de 39,9 °C, atteinte le 25 juillet 2019 ; la température minimale est de −15,7 °C, atteinte le 1er janvier 1997,,. 
Les paramètres climatiques de la commune ont été estimés pour le milieu du siècle (2041-2070) selon différents scénarios d'émission de gaz à effet de serre à partir des nouvelles projections climatiques de référence DRIAS-2020. Ils sont consultables sur un site dédié publié par Météo-France en novembre 2022.

## Urbanisme

### Typologie
Au 1er janvier 2024, Malancourt est catégorisée commune rurale à habitat dispersé, selon la nouvelle grille communale de densité à sept niveaux définie par l'Insee en 2022.
Elle est située hors unité urbaine. Par ailleurs la commune fait partie de l'aire d'attraction de Verdun, dont elle est une commune de la couronne,. Cette aire, qui regroupe 103 communes, est catégorisée dans les aires de moins de 50 000 habitants,.

### Occupation des sols
L'occupation des sols de la commune, telle qu'elle ressort de la base de données européenne d’occupation biophysique des sols Corine Land Cover (CLC), est marquée par l'importance des forêts et milieux semi-naturels (54,6 % en 2018), une proportion identique à celle de 1990 (54,6 %). La répartition détaillée en 2018 est la suivante : 
forêts (49 %), terres arables (35,4 %), prairies (7,5 %), milieux à végétation arbustive et/ou herbacée (5,6 %), zones agricoles hétérogènes (2,4 %). L'évolution de l’occupation des sols de la commune et de ses infrastructures peut être observée sur les différentes représentations cartographiques du territoire : la carte de Cassini (XVIIIe siècle), la carte d'état-major (1820-1866) et les cartes ou photos aériennes de l'IGN pour la période actuelle (1950 à aujourd'hui).

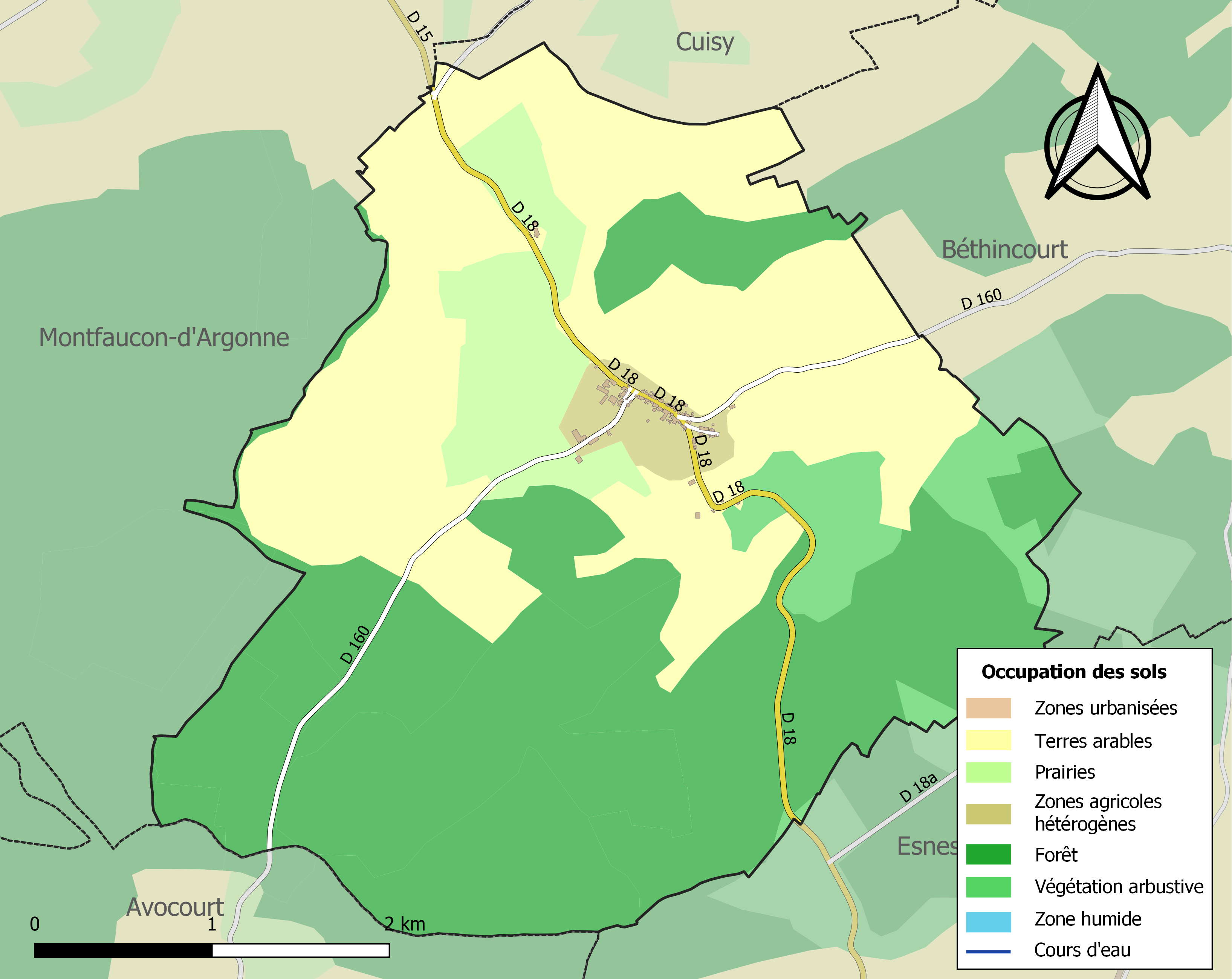
Carte des infrastructures et de l'occupation des sols de la commune en 2018 (CLC).

## Toponymie
Le nom de la localité est attesté sous les formes [Allodium de] Moleneicurte en 1069 ; Malencourt en 1228 ; Malancour en 1700 ; Malani-curia en 1738.
Il s'agit d'une formation toponymique médiévale en -court, fixation dans la toponymie du nord de la France, du nom commun d'ancien français curt, cort « cour de ferme → ferme » ou plus directement du gallo-roman CORTE, terme issu du latin vulgaire cortem ou curtis (vocable à l'origine du français cour, orthographié sans -t par rapprochement étymologique erroné et du dérivé courtois). 
Ce type de formation, caractéristique du nord du domaine linguistique de la langue d'oïl, calque généralement les formations germaniques en -hof, -hoven appellatif toponymique de sens proche et il est précédé d'un nom de personne germanique, cependant, la forme de 1069 fait état d'un élément Molenei, dont la terminaison -ei semble indiquer une formation gallo-romaine en -(i)acum,. En effet, quelques noms de domaines ruraux en -(i)acum ont été remotivés par l'adjonction de l'appellatif -court à l'époque franque. On dénombre par exemple dans la Meuse, Récicourt (Rascherei curtis 980),. 
L'élément Molenei remonterait à *Malleniac-, d'où Malen-, fondé sur le nom de personne germanique Mallenus attesté par Marie-Thérèse Morlet.
Remarque : pour François Falc'hun, qui n'est pas spécialiste de la toponymie française, mais de la Bretagne et du breton, Malancourt pourrait être une formation en cortis précédé de mediolanum. Il s'agirait donc du « domaine au milieu de la plaine », or cette explication ne tient pas compte de la forme Molenei et repose uniquement sur le fait que les toponymes du type Mâlain (Côte-d'Or, Mediolanum 1055), etc. remontent effectivement à Mediolanum. En outre, il n'existe pas, sauf exception, d'appellatifs gaulois ou de composés toponymiques gaulois associés à -court. Enfin, pour Xavier Delamarre, la signification donnée généralement aux Mediolanum gaulois n'est pas correcte, d'autant que les Mediolanum sont parfois situés dans des lieux excentrés, retirés et parfois même sur des hauteurs. C'est manifestement un terme de géographie sacrée dont le sens serait « plein-centre, centre sacré ».

## Histoire
- C'est au bois de Malancourt, le 26 février 1915, que l'armée allemande a utilisé pour la première fois le lance-flamme dans une bataille[24],[25].
- Combats de 1916 :

.

## Politique et administration
| Période                                  | Période   | Identité                                      | Étiquette | Qualité     |
| ---------------------------------------- | --------- | --------------------------------------------- | --------- | ----------- |
| Les données manquantes sont à compléter. |           |                                               |           |             |
| mars 2001                                | mars 2014 | Evelyne Ottenin                               |           |             |
| mars 2014                                | En cours  | Régis Dégoutin Réélu pour le mandat 2020-2026 |           | Agriculteur |

## Population et société

### Démographie
L'évolution du nombre d'habitants est connue à travers les recensements de la population effectués dans la commune depuis 1793. Pour les communes de moins de 10 000 habitants, une enquête de recensement portant sur toute la population est réalisée tous les cinq ans, les populations de référence des années intermédiaires étant quant à elles estimées par interpolation ou extrapolation. Pour la commune, le premier recensement exhaustif entrant dans le cadre du nouveau dispositif a été réalisé en 2004.

En 2022, la commune comptait 69 habitants, en évolution de +11,29 % par rapport à 2016 (Meuse : −4,4 %, France hors Mayotte : +2,11 %).
| 1793 | 1800 | 1806 | 1821 | 1831  | 1836  | 1841  | 1846  | 1851  |
| ---- | ---- | ---- | ---- | ----- | ----- | ----- | ----- | ----- |
| 776  | 871  | 839  | 909  | 1 082 | 1 100 | 1 107 | 1 076 | 1 072 |

| 1856  | 1861  | 1866  | 1872  | 1876  | 1881  | 1886  | 1891 | 1896 |
| ----- | ----- | ----- | ----- | ----- | ----- | ----- | ---- | ---- |
| 1 002 | 1 079 | 1 134 | 1 071 | 1 067 | 1 105 | 1 017 | 979  | 840  |

| 1901 | 1906 | 1911 | 1921 | 1926 | 1931 | 1936 | 1946 | 1954 |
| ---- | ---- | ---- | ---- | ---- | ---- | ---- | ---- | ---- |
| 749  | 753  | 723  | 105  | 168  | 150  | 134  | 118  | 122  |

| 1962 | 1968 | 1975 | 1982 | 1990 | 1999 | 2004 | 2006 | 2009 |
| ---- | ---- | ---- | ---- | ---- | ---- | ---- | ---- | ---- |
| 126  | 121  | 93   | 83   | 99   | 86   | 73   | 73   | 84   |

| 2014 | 2019 | 2022 | - | - | - | - | - | - |
| ---- | ---- | ---- | - | - | - | - | - | - |
| 68   | 67   | 69   | - | - | - | - | - | - |

## Culture locale et patrimoine

### Lieux et monuments
- Église Saint-Martin, détruite pendant la guerre 1914-1918, reconstruite en 1925.
- Monument aux morts.
- Lavoir.
- Abri de Malancourt : ancien blockhaus allemand de la Première Guerre mondiale transformé en monument à la mémoire du 69e R.I. et de la 79e D.I américaine. La plaque commémorative comporte le texte suivant :

« A la mémoire des 6 compagnies du 69e régiment d'infanterie (Division de Fer du XXe Corps) entièrement disparues du 30 mars au 5 avril 1916 pour la défense des villages de Malancourt et Haucourt et à leurs frères d'armes de la 79e division d'infanterie U.S. tombés au même emplacement en septembre 1918. Leurs camarades du Ralliement ».

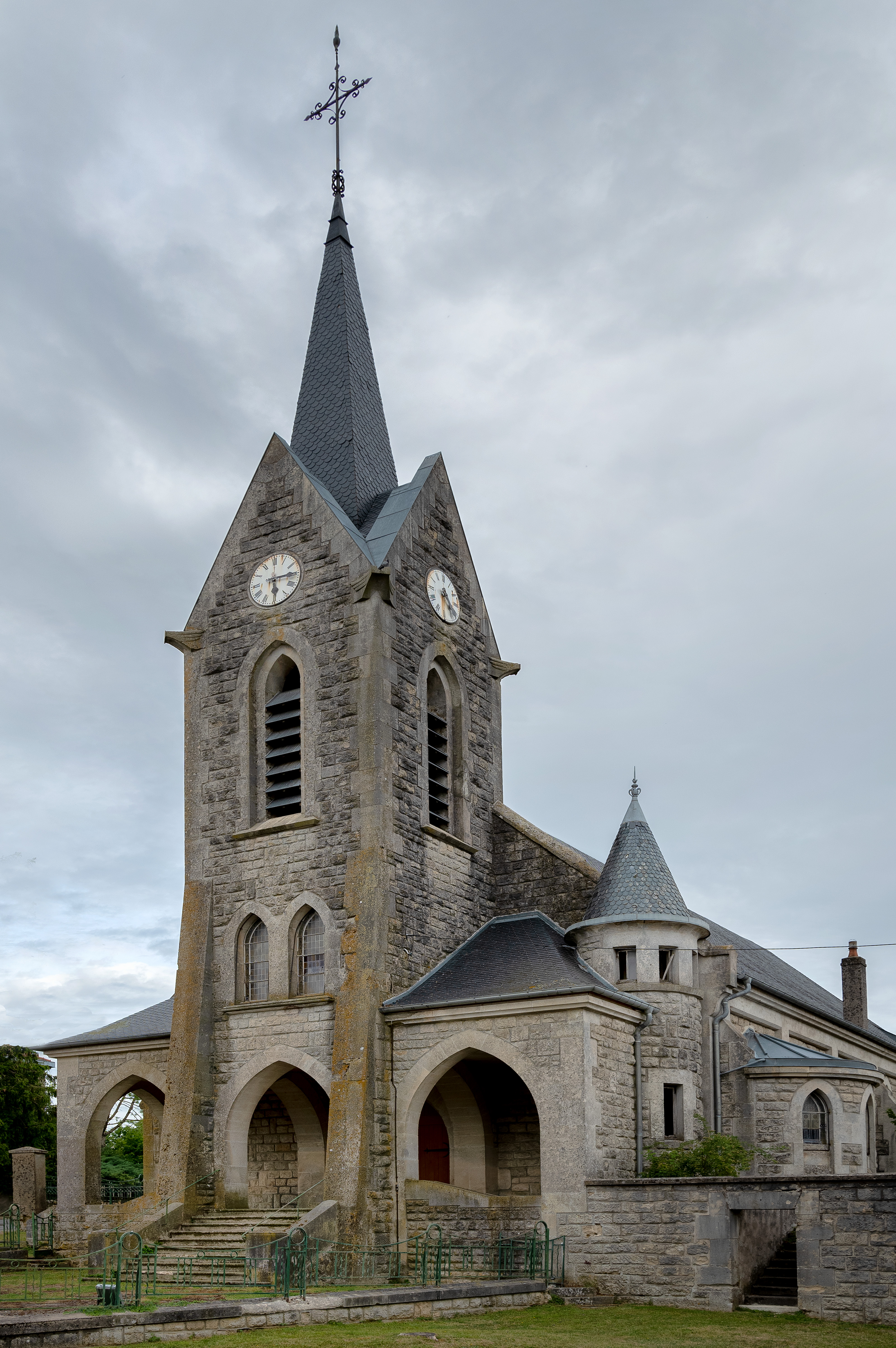
Église Saint-Martin.
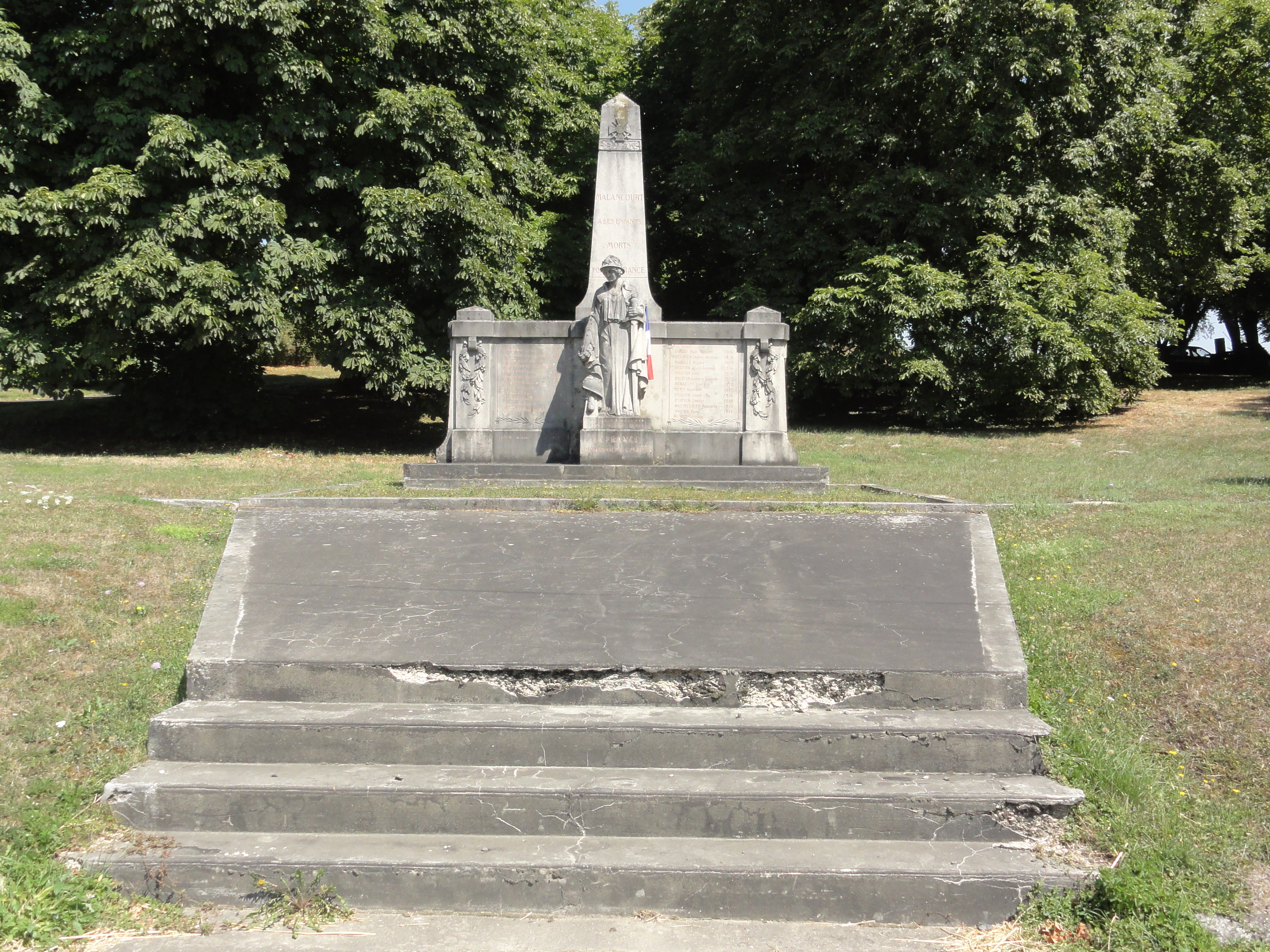
Monument aux morts.
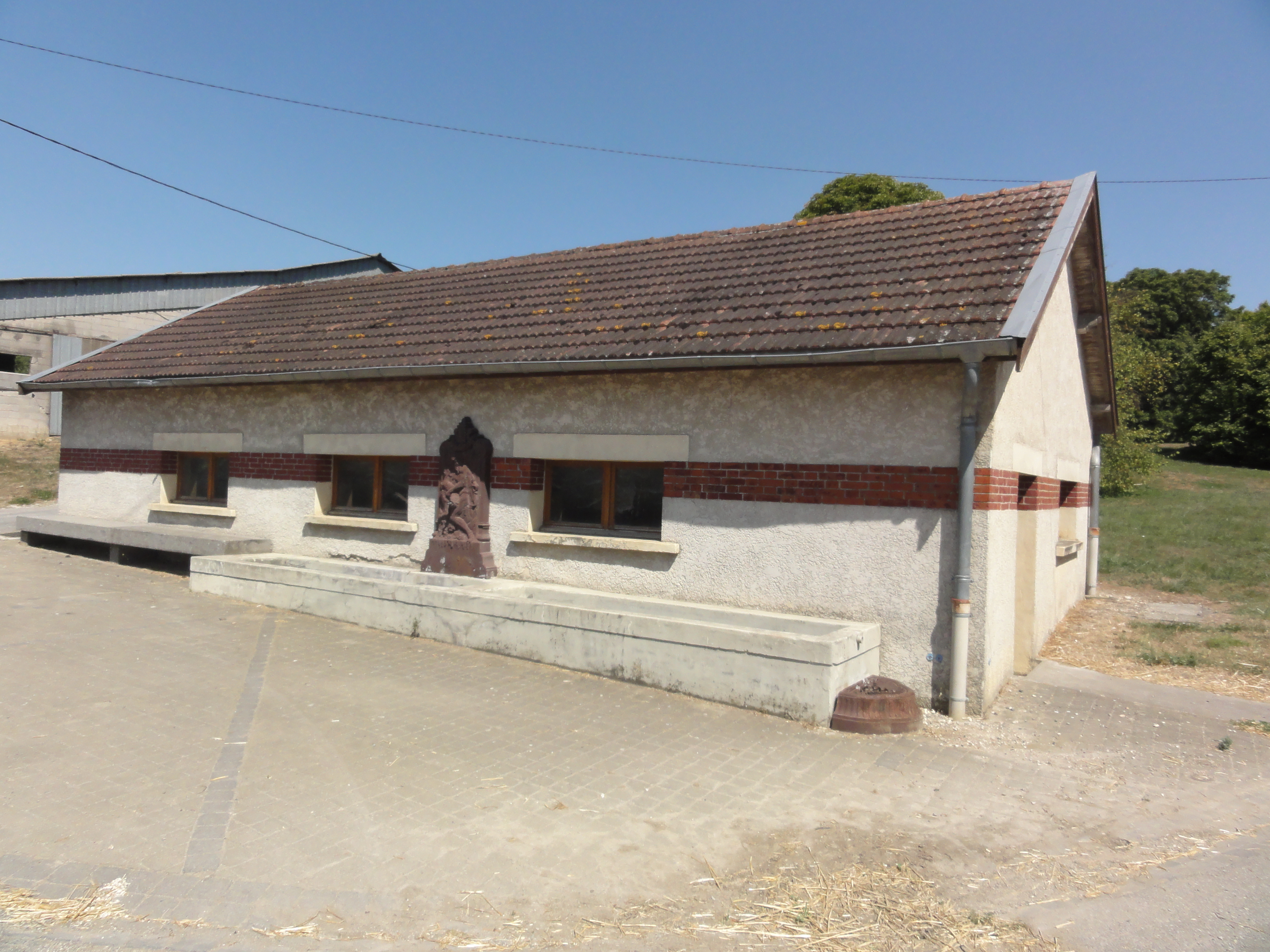
Lavoir.
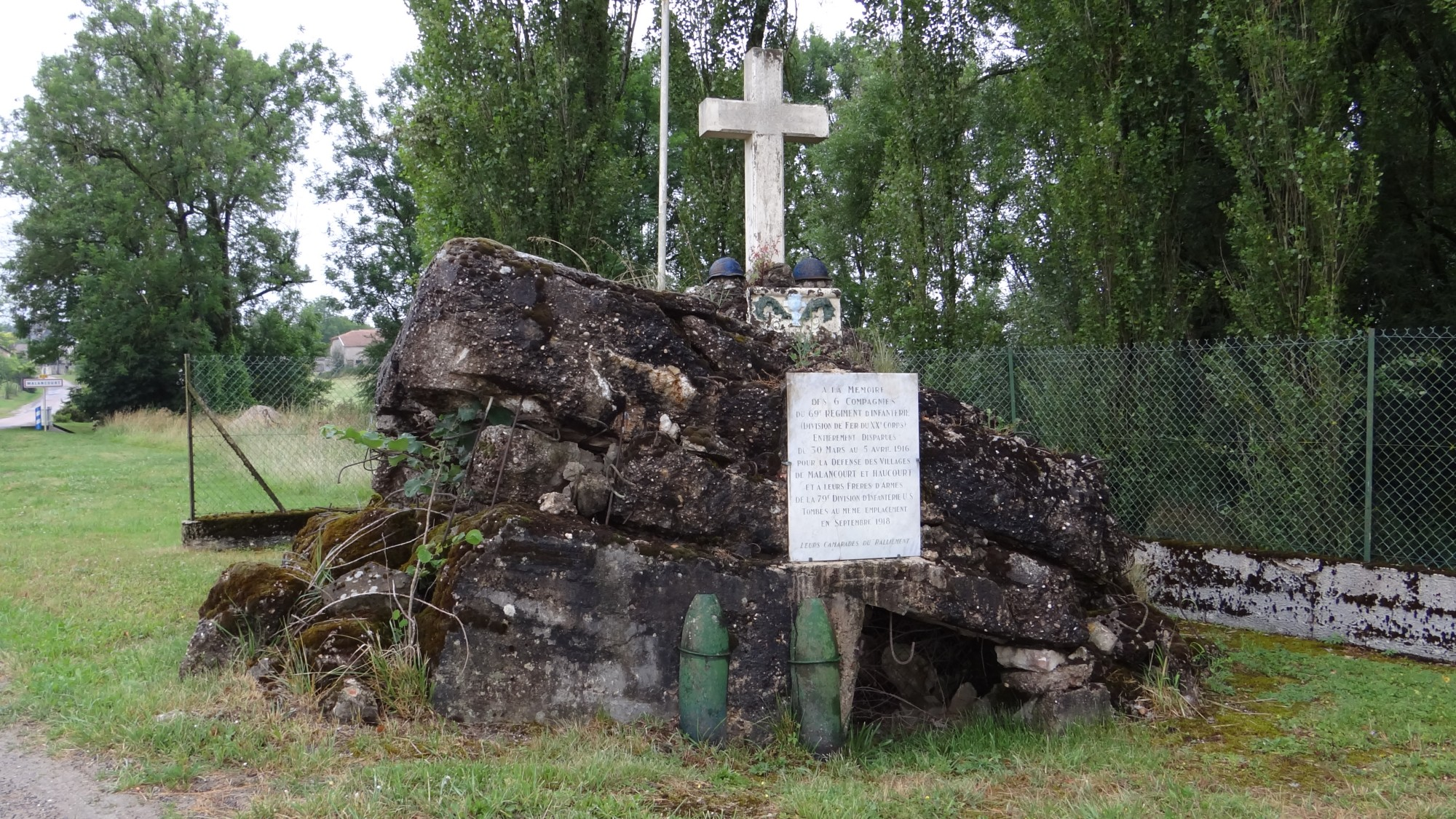
L'abri de Malancourt.

### Personnalités liées à la commune
- Joseph-Henri Buck (1902-), administrateur de sociétés et brasseur.

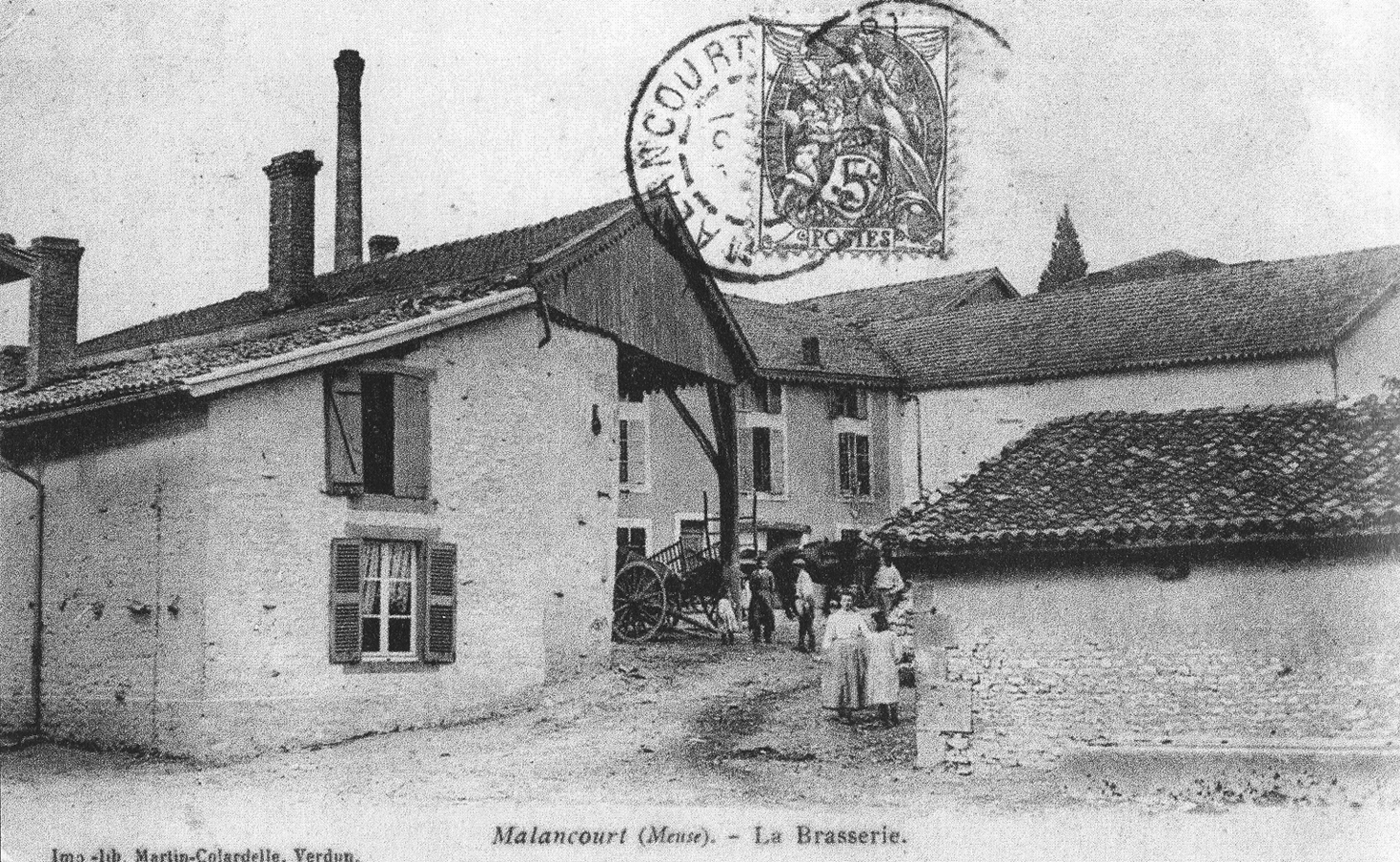
Brasserie de l'Argonne, Brasserie des Frères Rogie à Malancourt, Meuse.

- Louise-Victoire Warin-Rogie (1851-1941), reprend à la mort de son père les Brasseries Rogie Frères.
- Étienne Auger, peintre, né en 1895, mort face à l'ennemi le 15 septembre 1915.

### Héraldique
| Blason de Malancourt | Blason  | De sinople au coq hardi d'argent, allumé crêté, becqué et barbé de gueules; mantelé, denticulé en chef de trois pièce d'or et chargé à dextre d'un bouton à quatre trous du même, et à senestre de deux épis d'orge d'or posés en chevron renversé. |
| Blason de Malancourt | Détails | Création Robert A. Louis, Dominique Larcher et Dominique Lacorde, adoptée le 5 février 2018. |